# Tuzla – Novi grad II
Novi grad II je mjesna zajednica grada Tuzle.

## Zemljopisni položaj
Nalazi se sjeverno od rijeke Jale. Okružuju ga Bulevar, Stupine, Novi grad I, Zlokovac, Centar,  Park Slana banja, Trnovac, Brčanska malta.

## Stanovništvo
Spada u urbano područje općine Tuzle. U njemu je 31. prosinca 2006. godine prema statističkim procjenama živjelo 2.200 stanovnika u 493 domaćinstva.

## Vanjske poveznice
- (boš.) Tuzlarije MZ Novi Grad II : Otvoreno novo dječje igralište između ulice Maršala Tita i Aleje Alije Izetbegovića